# Національна дорога 57 (Польща)
Національна дорога 57 (пол. Droga krajowa nr 57, DK57) — національна дорога класу G протяжністю приблизно 188 км, розташована у Вармінсько-Мазурському та Мазовецькому воєводствах. Цей маршрут сполучає Бартошице (через DK51) з Пултуском (дорога DK57 закінчується в Клешеві, Пултуськ знаходиться за 5 км через DK61).

## Допустиме навантаження на вісь
З 13 березня 2021 року на дорогах дозволено рух транспортних засобів з навантаженням на одну ведучу вісь до 11,5 тонн.

## Міста вздовж маршруту 57
- Бартошиці, Пленси (DK51)
- Біштинек
- Біскупець (DK16)
- Дзьвежути
- Щитно (DK53, DK58)
- Вельбарк
- Хожеле
- Рембелін
- Пшасниш
- Макув Мазовецький (DK60)
- Клешево (DK61)